# I Want to Know What Love Is
I Want to Know What Love Is är en låt skriven av Mick Jones, och inspelad av Foreigner på albumet Agent Provocateur 1984 samt släppt på singel samma år. Tina Arena hade 1998 en coverhit med låten, vilket även Mariah Carey hade 2009.

## Listplaceringar

### Foreigner
| Lista (1984-1985) | Topplacering |
| ----------------- | ------------ |
| Frankrike         | 18           |
| Nederländerna     | 5            |
| Norge             | 1            |
| Nya Zeeland       | 1            |
| Schweiz           | 2            |
| Sverige           | 1            |
| Österrike         | 7            |

### Tina Arena
| Lista (1998-1999)   | Topplacering |
| ------------------- | ------------ |
| Australien          | 36           |
| Frankrike           | 13           |
| Belgien (Vallonien) | 13           |

### Mariah Carey
| Lista (2009-2010)   | Topplacering |
| ------------------- | ------------ |
| Australien          | 45           |
| Belgien (Vallonien) | 14           |
| Danmark             | 14           |
| Frankrike           | 6            |
| Schweiz             | 25           |
| Spanien             | 41           |
| Sverige             | 20           |
| Österrike           | 40           |

### Fotnoter
1. ↑  ”Listplacering”. http://lescharts.com/showitem.asp?interpret=Foreigner&titel=I+Want+To+Know+What+Love+Is&cat=s. Läst 24 maj 2011.
2. ↑  ”Listplacering”. http://dutchcharts.nl/showitem.asp?interpret=Foreigner&titel=I+Want+To+Know+What+Love+Is&cat=s. Läst 24 maj 2011.
3. ↑  ”Listplacering”. http://norwegiancharts.com/showitem.asp?interpret=Foreigner&titel=I+Want+To+Know+What+Love+Is&cat=s. Läst 24 maj 2011.
4. ↑  ”Listplacering”. Arkiverad från originalet den 24 juli 2011. https://web.archive.org/web/20110724064306/http://www.charts.org.nz/showitem.asp?interpret=Foreigner&titel=I+Want+to+Know+What+Love+Is&cat=s. Läst 24 maj 2011.
5. ↑  ”Listplacering”. http://hitparade.ch/showitem.asp?interpret=Foreigner&titel=I+Want+To+Know+What+Love+Is&cat=s. Läst 24 maj 2011.
6. ↑  ”Listplacering”. http://swedishcharts.com/showitem.asp?interpret=Foreigner&titel=I+Want+To+Know+What+Love+Is&cat=s. Läst 24 maj 2011.
7. ↑  ”Listplacering”. http://austriancharts.at/showitem.asp?interpret=Foreigner&titel=I+Want+To+Know+What+Love+Is&cat=s. Läst 24 maj 2011.
8. ↑  ”Listplacering”. http://australian-charts.com/showitem.asp?interpret=Tina+Arena&titel=I+Want+To+Know+What+Love+Is&cat=s. Läst 24 maj 2011.
9. ↑  ”Listplacering”. http://lescharts.com/showitem.asp?interpret=Tina+Arena&titel=I+Want+To+Know+What+Love+Is&cat=s. Läst 24 maj 2011.
10. ↑  ”Listplacering”. http://www.ultratop.be/fr/showitem.asp?interpret=Tina+Arena&titel=I+Want+to+Know+What+Love+Is&cat=s. Läst 24 maj 2011.
11. ↑  ”Listplacering”. http://australian-charts.com/showitem.asp?interpret=Mariah+Carey&titel=I+Want+To+Know+What+Love+Is&cat=s. Läst 24 maj 2011.
12. ↑  ”Listplacering”. http://www.ultratop.be/fr/showitem.asp?interpret=Mariah+Carey&titel=I+Want+To+Know+What+Love+Is&cat=s. Läst 24 maj 2011.
13. ↑  ”Listplacering”. Arkiverad från originalet den 8 juli 2011. https://web.archive.org/web/20110708232924/http://www.danishcharts.com/showitem.asp?interpret=Mariah+Carey&titel=I+Want+To+Know+What+Love+Is&cat=s. Läst 24 maj 2011.
14. ↑  ”Listplacering”. http://lescharts.com/showitem.asp?interpret=Mariah+Carey&titel=I+Want+To+Know+What+Love+Is&cat=s. Läst 24 maj 2011.
15. ↑  ”Listplacering”. http://hitparade.ch/showitem.asp?interpret=Mariah+Carey&titel=I+Want+To+Know+What+Love+Is&cat=s. Läst 24 maj 2011.
16. ↑  ”Listplacering”. http://spanishcharts.com/showitem.asp?interpret=Mariah+Carey&titel=I+Want+To+Know+What+Love+Is&cat=s. Läst 24 maj 2011.
17. ↑  ”Listplacering”. http://swedishcharts.com/showitem.asp?interpret=Mariah+Carey&titel=I+Want+To+Know+What+Love+Is&cat=s. Läst 24 maj 2011.
18. ↑  ”Listplacering”. http://austriancharts.at/showitem.asp?interpret=Mariah+Carey&titel=I+Want+To+Know+What+Love+Is&cat=s. Läst 24 maj 2011.